# Mò Ó
Mò Ó là một xã thuộc huyện Đakrông, tỉnh Quảng Trị, Việt Nam.
Xã Mò Ó có diện tích 25,23 km², dân số năm 1999 là 1.543 người, mật độ dân số đạt 61 người/km².

## Hành chính
Xã Mò Ó được chia thành 4 thôn: Phú Thiềng, Phú Thành, Khe Luồi, Đồng Đờng.